# Tomasz Toán
Św. Tomasz Toán (wiet. Tôma Toán) (ur. ok. 1764 w Cần Phán, prowincja Nam Định, zm. 27 czerwca 1840 w Nam Định) – wietnamski katechista, tercjarz dominikański, męczennik, święty Kościoła katolickiego.
Tomasz Toán urodził się ok. 1764 roku. W wiekuu 73 lat, podczas prześladowań chrześcijan został uwięziony. Na skutek wielokrotnych tortur zgodził się podeptać krzyż. Nie został jednak uwolniony, gdyż chciano upewnić się, że rzeczywiście wyrzekł się wiary. W związku z żalem Tomasza Toána po podeptaniu krzyża, zakazano dawać mu jedzenia. Zmarł z głodu 27 czerwca 1840 roku.
Dzień wspomnienia: 24 listopada w grupie 117 męczenników wietnamskich.
Beatyfikowany 27 maja 1900 roku przez Leona XIII, kanonizowany przez Jana Pawła II 19 czerwca 1988 roku w grupie 117 męczenników wietnamskich.